# Недељко Милосављевић
Недељко Милосављевић (Аранђеловац, 12. децембар 1960) је бивши југословенски и српски фудбалер.

## Биографија и каријера
Рођен је у Аранђеловцу 1960. године, а када је још био дете преселио се у Рудовце, а након тога у Лазаревац, где је почео да тренира у Колубари, када је имао десет година.  Некадашњи фудбалер и фудбалски тренер Тома Милићевић увидео је таленат Милосављевића, који је позван у омладинску школу Црвене звезде, где је тренирао два пута недељно, а затим се као средњошколац преселио у Београд.
Године 1977. заиграо је за сениорски тим Црвене звезде, са којом је освојио је три шампионске титуле (1980, 1981. и 1984) и национални куп 1985. године. Као врло млад постао је стандардни првотимац у Црвеној звезди, током пролећног дела сезоне 1977/78 првенства Југославије. Године 1978. постигао је гол на 63. вечитом дербију, који је завршен резултатом 1:3, за Црвену звезду. Током сезоне 1978/79 одиграо је 27 мечева у првенству и постигао шест голова. Забележио је и десет утакмица током такмичења Црвене звезде до финала Купа УЕФА 1979. године, као најмлађи фудбалер у тиму. Постигао је важан гол у победи против Динамо Загреба, а касније је Црвена звезда стигла до шампионске титуле, 1980. године. За Црвену звезду одиграо је 138 такмичарских утакмица и постигао 15 голова.
Био је члан младе репрезентације Југославије до 20 година, а у  периоду од 1985. до 1987. године наступао је за Пролетер Зрењанин. У периоду од 1988. до 1989. године играо је за аустријски Кремсер, где је на 22 утакмице постигао 8 голова. Каријеру је завршио у грчкој Докси.